# 소닉 라이더즈
소닉 라이더즈(Sonic Riders, ソニックライダーズ)는 나우 프로덕션과 소닉 팀의 합작으로 만들어진 2006년 플레이스테이션 2, 게임큐브, 엑스박스, 마이크로소프트 윈도우 경주 게임이다.
이 게임의 후속작인 소닉 라이더즈: 제로 그라비티가 출시되었으며, 이 게임은 게임큐브와 엑스박스로 나온 마지막 게임이다.

## 익스트림 기어
'익스트림 기어'란 소닉 라이더즈 내에서 캐릭터들이 타고 주행하는 보드, 스케이트 또는 바이크 형태의 탈것이다.
익스트림 기어를 타면 '에어'수치를 소모하면서 필드를 주행한다. 에어의 수가 0이 된다면 에어가 다시 충전될 때까지는 맨발로 달려야 한다.
모든 캐릭터에게는 자신만 사용할 수 있는 기어인 '디폴트 기어'가 존재한다. 이 디폴트 기어를 이용하면 자력으로는 일정한 스피드 수치만큼 올릴 수 없다.
사용하는 기어가 똑같다 하여도 캐릭터에 따라서는 조정되는 수치가 다를 수 있다.

### 타입
모든 캐릭터에게는 각자의 타입이 존재한다.
- 스피드 타입:그라인드 지름길을 사용할 수 있다.
- 플라이 타입:에어 서클 지름길을 사용할 수 있다.
- 파워 타입:장애물을 부술 때 속도가 저하되지 않는다.

## 캐릭터
괄호 안의 이름은 캐릭터가 사용하는 디폴트 기어의 이름이다. 그 외의 사항은 따로 서술한다.

### 스피드 타입
- 소닉 더 헤지혹(블루 스타/블루 스타 II)
- 젯 더 호크(TYPE-J)
- 에이미 로즈(핑키 로즈)
- 섀도우 더 헤지혹(다크니스)

스토리에 개입하지 않는다. '다크니스'는 스케이트를 착용할 수 있는 캐릭터는 모두 착용할 수 있다.

### 플라이 타입
- 마일즈 테일즈 프라우어(옐로 테일)
- 웨이브 더 스월로(TYPE-W)
- 크림 더 래빗(스마일)

스토리에 개입하지 않는다.
- 루즈 더 뱃(템테이션)

스토리에 개입하지 않는다.

### 파워 타입
- 너클즈 디 에키드나(레드 록)
- 스톰 디 알바트로스(TYPE-S)
- 닥터 에그맨(E-라이더)

'E-라이더'는 바이크를 착용할 수 있는 캐릭터는 모두 착용할 수 있다. 에그맨은 바이크 형태의 기어밖에 착용할 수 없다.

## 평가
| 평가 |                                                    |
| --- | -------------------------------------------------- |
| 통합 점수 통합사 점수 게임랭킹스 (GC) 63.46% [ 1 ] (PS2) 59.70% [ 2 ] (Xbox) 58.84% [ 3 ] (PC) 43.33% [ 4 ] 메타크리틱 (GC) 59/100 [ 5 ] (Xbox) 56/100 [ 6 ] (PS2) 55/100 [ 7 ] 평론 점수 평론사 점수 게임 인포머 5/10 [ 8 ] 게임스팟 6.6/10 [ 9 ] 게임스레이더+ 5/10 [ 10 ] IGN 6.2/10 [ 11 ] 엑스플레이 [ 12 ] |                                                    |
| 통합 점수 |                                                    |
| 통합사 | 점수                                               |
| 게임랭킹스 | (GC) 63.46% (PS2) 59.70% (Xbox) 58.84% (PC) 43.33% |
| 메타크리틱 | (GC) 59/100 (Xbox) 56/100 (PS2) 55/100             |
| 평론 점수 |                                                    |
| 평론사 | 점수                                               |
| 게임 인포머 | 5/10                                               |
| 게임스팟 | 6.6/10                                             |
| 게임스레이더+ | 5/10                                               |
| IGN | 6.2/10                                             |
| 엑스플레이 | [ 12 ]                                             |